# Христианская символика
Христианская символика — совокупность символов и знаков, употребляемых различными христианскими церквями.

## Появление христианских символов

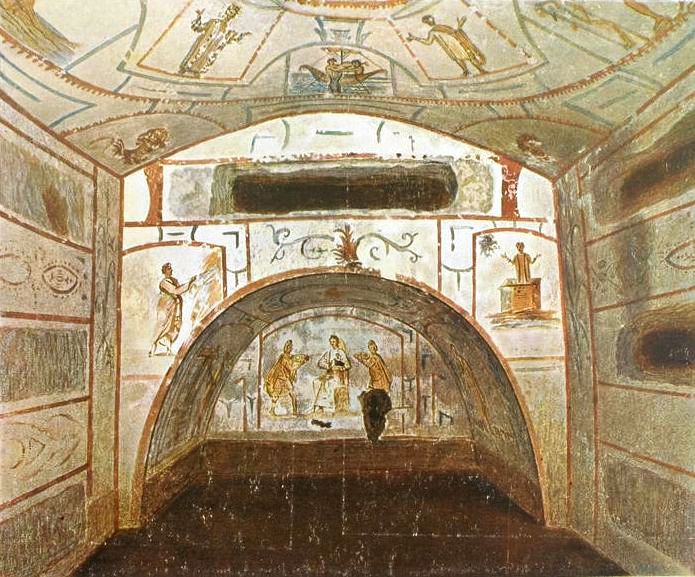
Христианская живопись в катакомбах святых Петра и Марцеллина (Иосиф Вильперт, раскрашенная черно-белая фотография, 1903 год)

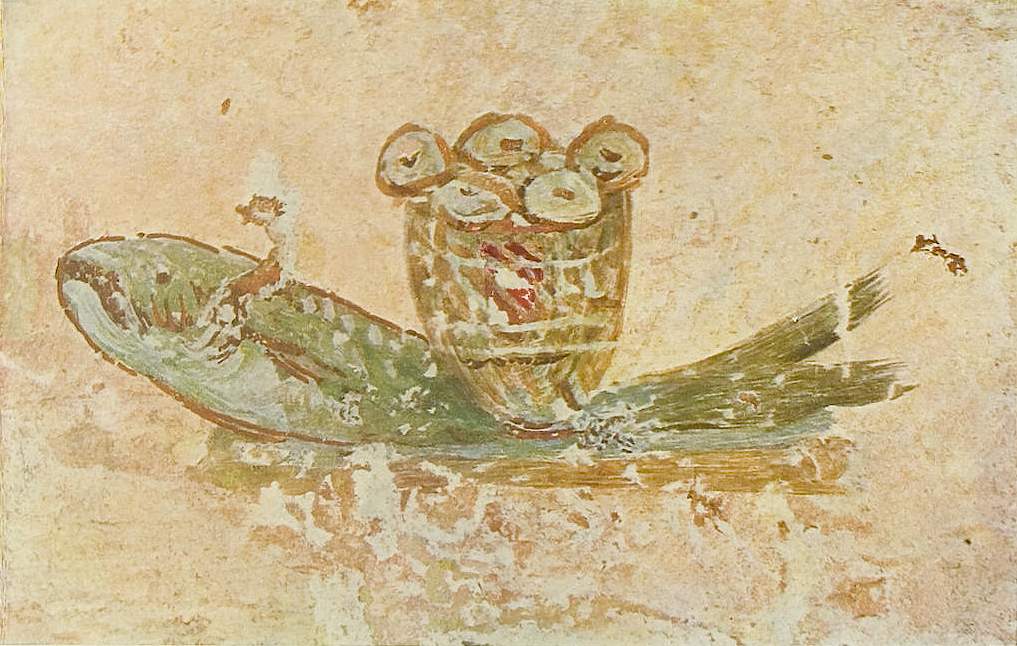
Евхаристический хлеб и рыба (катакомбы святого Каллиста)

Первые христианские символические изображения появляются в живописи римских катакомб и относятся к периоду гонений на христиан в Римской империи. В этот период символы носили характер тайнописи, позволяющей единоверцам узнать друг друга, но смысл символов уже отражает формировавшееся христианское богословие. Протопресвитер Александр Шмеман отмечает:
Ранняя Церковь не знала иконы в её современном догматическом значении. Начало христианского искусства — живопись катакомб — носит символический характер (...)  Оно склонно изображать не столько божество, сколько функцию божества.
Активное использование в древней Церкви различных символов, а не иконописных образов Л. А. Успенский связывает с тем, что «для того, чтобы понемногу подготовить людей к воистину непостижимой тайне Боговоплощения, Церковь сначала обращалась к ним на языке, более для них приемлемом, чем прямой образ». Также символические образы, по его мнению, использовались как способ сокрытия от оглашенных до времени их крещения христианских таинств. Так Кирилл Иерусалимский писал: «слышать благовествование всем позволено, но слава благовествования предоставлена одним искренним Служителям Христовым. Тем, которые не могли слушать, Господь говорил в притчах, а ученикам наедине изъяснял притчи».
К древнейшим катакомбным изображениям относятся сцены «Поклонения волхвов» (сохранилось около 12 фресок с этим сюжетом), которые датируются II веком. Также ко II веку относится появление в катакомбах изображений акронима ΙΧΘΥΣ или символизирующий его рыбы. Среди прочих символов катакомбной живописи выделяются:
- якорь — образ надежды (якорь является опорой корабля в море, надежда выступает опорой души в христианстве). Данный образ присутствует уже в Послании к Евреям апостола Павла (Евр. 6:18-20);
- голубь — символ Святого Духа;
- феникс — символ воскресения;
- орёл — символ юности («обновится яко орля юность твоя» (Пс. 102:5));
- павлин — символ бессмертия (по мнению древних его тело не подвергалось разложению);
- петух — символ воскресения (крик петуха пробуждает от сна, а пробуждение по мнению христиан должно напоминать верующим о Страшном суде и всеобщем воскресении мёртвых);
- агнец — символ Иисуса Христа;
- лев — символ силы и могущества;
- оливковая ветвь — символ вечного мира;
- лилия — символ чистоты (распространено из-за влияния апокрифических историй о вручении архангелом Гавриилом Деве Марии при Благовещения цветка лилии);
- виноградная лоза и корзина с хлебом — символы евхаристии.

## Характеристика отдельных символов

### Крест

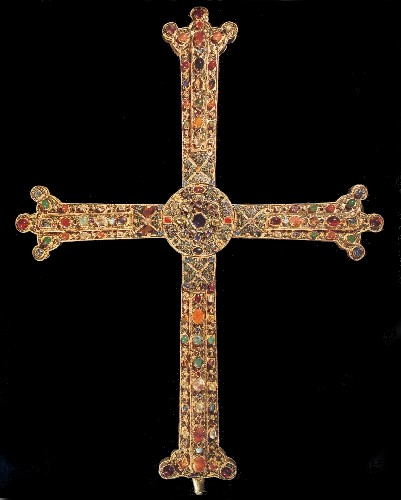
Золотой вестготский крест, V—VIII века

Крест (Распятие) — изображение Распятия Христова, как правило, скульптурное или рельефное. Изображение креста, на котором был распят Иисус Христос, является главным символом христианской религии, оно присутствует в большинстве христианских храмов, а также у верующих в качестве нательной символики. Первообразом символа креста выступает Крест Господень, на котором был распят Сын Божий.
В первые века христиане не делали изображений креста. Собственно распятия впервые появляются в V—VI веках, и на древнейших из них Христос изображён живым, в одеждах и увенчанным короной. Терновый венец, раны и кровь, собираемая в чашу, появляются в позднем Средневековье наряду с другими деталями, имеющими мистический или символический смысл.
До IX века включительно Христос изображался на кресте не только живым, воскресшим, но и торжествующим, — и только в X веке появились изображения мёртвого Христа.

### Ихтис

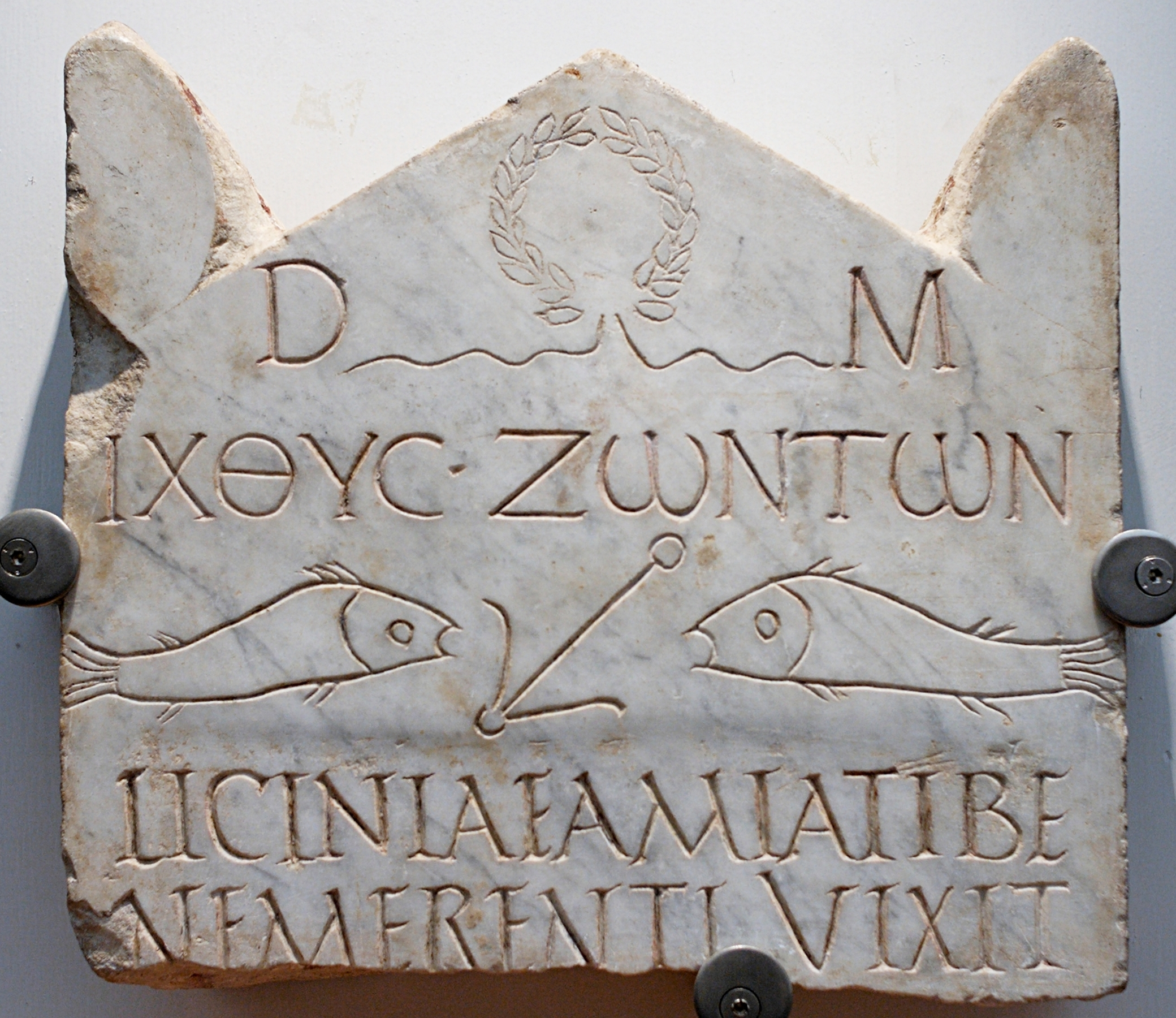
Ίχθύς (мраморная стела, начало III века)

Ихтис (др.-греч. Ίχθύς — рыба) — древний акроним (монограмма) имени Иисуса Христа, состоящий из начальных букв слов: Ἰησοὺς Χριστὸς Θεoὺ ῾Υιὸς Σωτήρ (Иисус Христос Сын Божий Спаситель) то есть выражает в краткой форме исповедание христианской веры.
Новый Завет связывает символику рыбы с проповедью учеников Христа, некоторые из которых были рыбаками.
Часто изображалась аллегорическим образом — в виде рыбы. При этом само изображение рыбы имеет также евхаристическое значение, связанное со следующими трапезами, описанными в Евангелии:
- насыщение народа в пустыне хлебами и рыбами (Мк. 6:34-44, Мк. 8:1-9);
- трапеза Христа и апостолов на Тивериадском озере по его Воскресении (Ин. 21:9-22).

Эти сюжеты нередко изображались в катакомбах, смыкаясь с Тайной Вечерей.

### Добрый пастырь

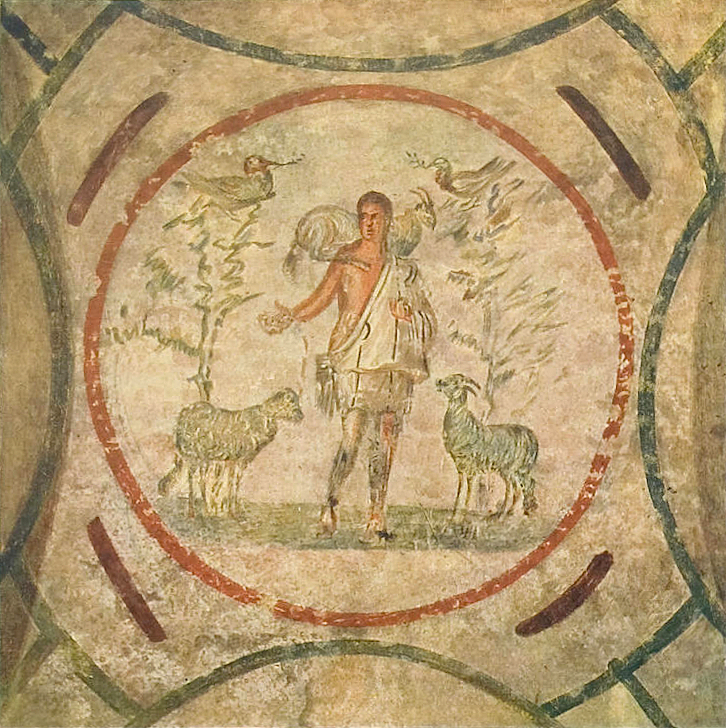
Добрый пастырь (Катакомбы святого Каллиста, Рим)

Добрый Пастырь (греч. ὁ ποιμὴν ὁ καλὸς, ho poimen ho kalos, лат. pastor bonus) — символическое именование и изображение Иисуса Христа, заимствованное из Ветхого Завета и повторенное Христом в Новом Завете в аллегорическом описании своей роли учителя (Ин. 10:11-16).
Первые известные изображения Доброго Пастыря датируются II веком. К этому периоду относится его изображение в римских катакомбах (деталь росписи крипты Луцины в катакомбах святого Каллиста, катакомбы Домитиллы). В 210 году н. э. Тертуллиан свидетельствовал, что видел изображение Доброго Пастыря на чашах для причастия и светильниках.
Добрый Пастырь, по сути, не являлся иконой Иисуса, а выступает аллегорическим изображением. По этой причине он вместе с ихтисом стал первым изображением Христа в раннехристианском искусстве. Также по причине схожести с изображениями языческих божеств (Гермес Криофор, Орфей Буколос), он был безопасен в годы гонений, поскольку не содержал очевидной христианской тематики и не мог выдать владельца-тайного христианина. Одновременно в условиях гонения на христианство образ выражал идею особого покровительства избранным и прообразом грядущего Царства Божия.

### Агнец
Образ агнца также является символическим изображением Иисуса Христа и представляет собой ветхозаветный прообраз его крестной жертвы (жертва Авеля, жертвоприношение Авраама, пасхальный жертвенный агнец у евреев). В Новом Завете Иоанн Креститель называет Иисуса Христа агнцем — «вот Агнец Божий, Который берет [на Себя] грех мира» (Ин. 1:29). Агнец также является евхаристическим образом (в Православии агнец — часть просфоры, которой причащают верующих) и его изображения встречаются на литургических сосудах.

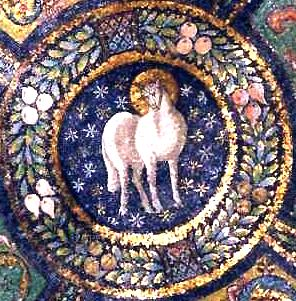
Агнец Божий (мозаика базилики Сан-Витале, Равенна)

Образ агнца в раннем христианстве широко использовался как символ крестной жертвы Иисуса, который был удобен тем, что был непонятен нехристианам. С распространением христианства использование данного образа было запрещено Шестым Вселенским собором:

На некоторых честных иконах изображается, перстом Предтечевым показуемый агнец, который принят во образ благодати, чрез закон показуя нам истиннаго агнца, Христа Бога нашего. Почитая древние образы и сени, преданныя Церкви, как знамения и предначертания истины, мы предпочитаем благодать и истину, приемля оную, как исполнение закона. Сего ради, дабы и искусством живописания очам всех представляемо было совершенное, повелеваем отныне образ агнца, вземлющаго грехи мира, Христа Бога нашего, на иконах представлять по человеческому естеству, вместо ветхаго агнца…

### Хризма

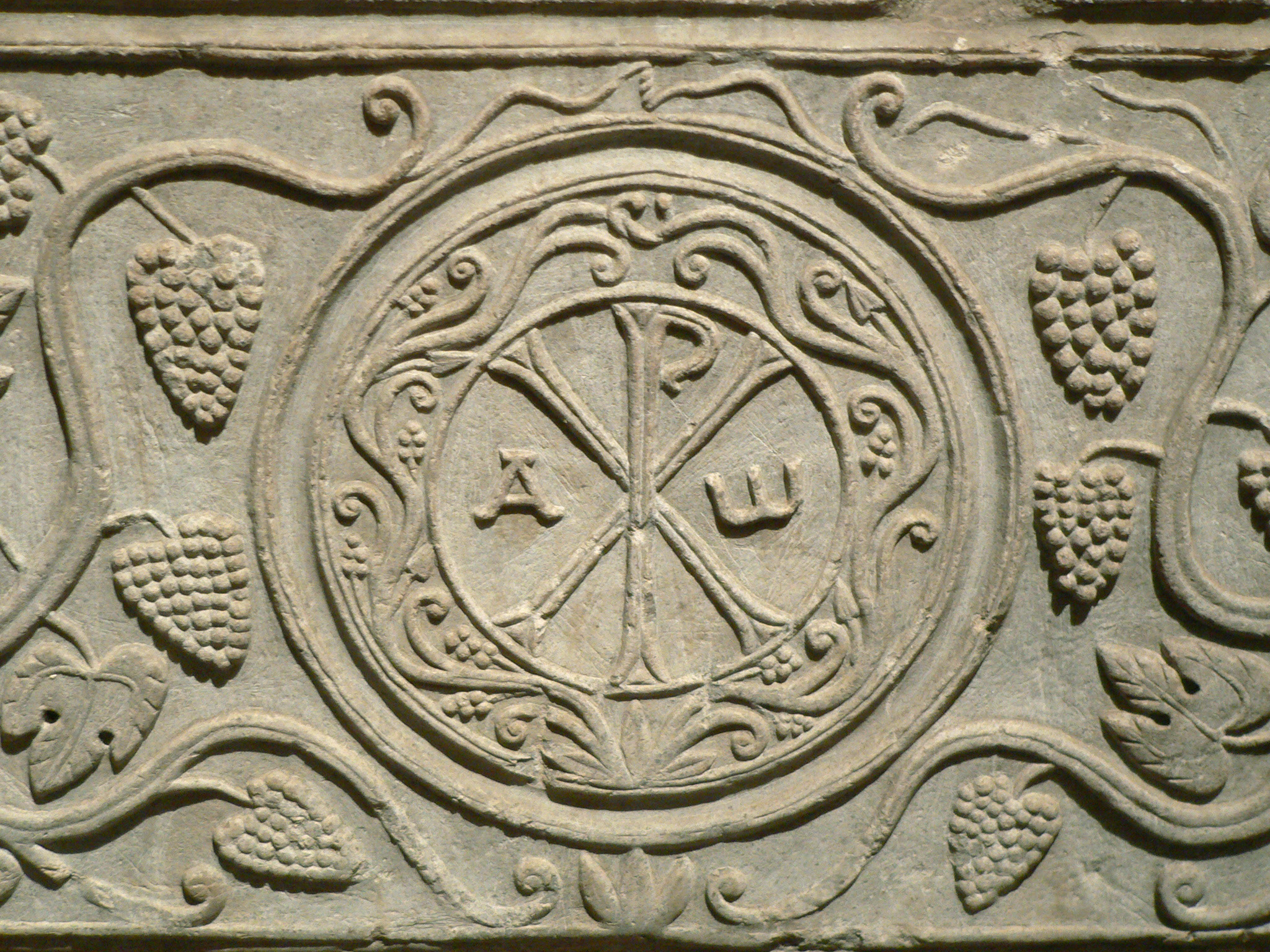
Монограмма имени Христа в окружении виноградных лоз (саркофаг VI века)

Хризма или хрисмон (Хи-Ро) — монограмма имени Христа, которая состоит из двух начальных греческих букв имени (греч. ΧΡΙΣΤΌΣ) — Χ (хи) и Ρ (ро), скрещённых между собой. По краям монограммы помещают греческие буквы Α и ω. Такое употребление этих букв восходит к тексту Апокалипсиса: «Я есмь Альфа и Омега, начало и конец, говорит Господь, Который есть и был и грядет, Вседержитель.» (Откр. 1:8; см. также Откр. 22:13). Хризма получила широкое распространение в эпиграфике, на рельефах саркофагов, в мозаиках и, вероятно, восходит к апостольским временам. Возможно, что её происхождение связано со словами Апокалипсиса: «печать Бога живаго» (Откр. 7:2).
Исторически наиболее известно использование хрисмона для лабарума (лат. Labarum) — древнеримского военного штандарта (вексиллума) особого вида. Император Константин Великий ввел его в войсках после того, как увидел на небе знамение Креста накануне битвы у Мильвийского моста (312 год). Лабарум имел на конце древка хризму, а на самом полотнище надпись: лат. «Hoc vince» (слав. «Сим побеждай», букв. «Этим побеждай»). Первое упоминание о лабаруме содержится у Лактанция (ум. ок. 320).